# 世界ナインボール選手権
世界（男子）ナインボール選手権 (WPA World Nine-ball Championships)は世界プールビリヤード協会(World Pool-Billiard Association, WPA)が主催している、ビリヤードのナインボール競技の世界選手権大会で、現在もっとも権威がある。

## 歴史
1990年に西ドイツのベルクハイムで初開催。

## 歴代優勝者
| 開催年 | 期間           | 開催地                             | 優勝者                                                             | 準優勝                                                | 決勝  |
| ------ | -------------- | ---------------------------------- | ------------------------------------------------------------------ | ----------------------------------------------------- | ----- |
| 1990   | -              | 西ドイツ・ベルクハイム             | アール・ストリックランド ( アメリカ合衆国)                         | ジェフ・カーター ( アメリカ合衆国)                    |       |
| 1991   | -              | -                                  | アール・ストリックランド ( アメリカ合衆国)                         | ニック・バーナー ( アメリカ合衆国)                    |       |
| 1992   | -              | -                                  | ジョニー・アーチャー ( アメリカ合衆国)                             | ボビー・ハンター ( アメリカ合衆国)                    |       |
| 1993   | -              | -                                  | 趙豊邦（チャオ・フォンパン） ( チャイニーズタイペイ)               | トマス・ハッシュ ( ドイツ)                            |       |
| 1994   | -              | アメリカ・シカゴ                   | 奥村健 ( 日本)                                                     | 逸崎康成 ( 日本)                                      |       |
| 1995   | -              | -                                  | オリバー・オートマン ( ドイツ)                                     | ダラス・ウェスト ( アメリカ合衆国)                    |       |
| 1996   | -              | -                                  | ラルフ・スーケー ( ドイツ)                                         | トム・ストーム（スウェーデン）                        |       |
| 1997   | -              | -                                  | ジョニー・アーチャー ( アメリカ合衆国)                             | 李昆芳（クン・ファン・リー）（ チャイニーズタイペイ） |       |
| 1998   | -              | -                                  | 高橋邦彦 ( 日本)                                                   | ジョニー・アーチャー ( アメリカ合衆国)                |       |
| 1999   | -              | イギリス(マッチルームスポーツ主催) | エフレン・レイズ ( フィリピン)                                     | 趙豊邦 ( チャイニーズタイペイ)                        |       |
| -      | -              | スペイン(WPA主催)                  | ニック・バーナー ( アメリカ合衆国) ※最年長優勝記録（51歳）         | ジェレミー・ジョーンズ( アメリカ合衆国)               |       |
| 2000   | -              | -                                  | 趙豊邦 ( チャイニーズタイペイ)                                     | イスマエル・パエス（メキシコ）                        |       |
| 2001   | -              | -                                  | ミカ・イモネン ( フィンランド)                                     | ラルフ・スーケー ( ドイツ)                            |       |
| 2002   | -              | -                                  | アール・ストリックランド ( アメリカ合衆国)                         | フランシスコ・ブスタマンテ ( フィリピン)              |       |
| 2003   | -              | -                                  | トーステン・ホーマン ( ドイツ)                                     | アレックス・パグライアン ( フィリピン)                |       |
| 2004   | -              | -                                  | アレックス・パグライアン ( カナダ)                                 | 張裴瑋(ザン・ペイウェイ）（ チャイニーズタイペイ）    |       |
| 2005   | -              | 台湾・高雄                         | 呉珈慶（ウー・チャーチン）（ チャイニーズタイペイ のちに中国移籍） | 郭柏成（クォー・ポーツェン）（ チャイニーズタイペイ） |       |
| 2006   | 11/4 ～ 11/12  | フィリピン・パサイ                 | ロナート・アルカノ ( フィリピン)                                   | ラルフ・スーケー ( ドイツ)                            |       |
| 2007   | 11/3 ～ 11/11  | フィリピン・マニラ                 | ダリル・ピーチ ( イングランド)                                     | ロベルト・ゴメス ( フィリピン)                        |       |
| 2010   | 6/29 ～ 7/5    | カタール・ドーハ                   | フランシスコ・ブスタマンテ ( フィリピン)                           | 郭柏成〈クォー・ポーツェン〉 チャイニーズタイペイ）   |       |
| 2011   | 6/25 ～ 7/1    | カタール・ドーハ                   | 赤狩山幸男( 日本)                                                  | ロナート・アルカノ （ フィリピン）                    |       |
| 2012   | 6/22 ～ 6/29   | カタール・ドーハ                   | ダレン・アップルトン （ イギリス）                                 | 李赫文（リー・ヒーウェン）（中国）                    |       |
| 2013   | 9/2 ～ 9/13    | カタール・ドーハ                   | トーステン・ホーマン ( ドイツ)                                     | アントニオ・ガビカ（フィリピン）                      |       |
| 2014   | 6/20 ～ 6/27   | カタール・ドーハ                   | ニールズ・フェイエン（ オランダ）                                  | アルビン・オーシャン（ オーストリア）                 |       |
| 2015   |                | カタール・ドーハ                   | 柯秉逸（コー・ピンイー）（ チャイニーズタイペイ）                  | シェーン・ヴァン・ボーニング（アメリカ合衆国）        |       |
| 2016   |                | カタール・ドーハ                   | アルビン・オーシャン（ オーストリア）                              | シェーン・ヴァン・ボーニング（アメリカ合衆国）        |       |
| 2017   | 12月5–14       | カタール・ドーハ                   | カルロ・ビアド（フィリピン）                                       | ローランド・ガルシア（フィリピン）                    |       |
| 2018   | December 10–20 | カタール・ドーハ                   | ジョシュア・フィラー（ドイツ）                                     | カルロ・ビアド（フィリピン）                          |       |
| 2019   | December 13–17 | カタール・ドーハ                   | Fedor Gorst                                                        | 張榮麟                                                | 13–11 |
| 2021   | June 6–10      | ミルトン・キーンズ, England, UK    | Albin Ouschan                                                      | Omar Al Shaheen                                       | 13-9  |
| 2022   | 4月 6–10       | ミルトン・キーンズ, England, UK    | Shane Van Boening                                                  | Albin Ouschan                                         | 13-6  |
| 2023   | February 1–5   | Kielce, Poland                     | フランシスコ・サンチェス・ルイス                                   | Mohammad Soufi                                        | 13–10 |
| 2024   | 6月3—9日       | Jeddah, Saudi Arabia               | Fedor Gorst (2)                                                    | Eklent Kaçi                                           | 15–14 |
| 2025   | 7月21—26日     | Jeddah, Saudi Arabia               | Carlo Biado (2)                                                    | Fedor Gorst                                           | 15–13 |

2008年と2009年は世界金融危機のため開催なし